# David Morris (Schauspieler)
David Cedric Morris (* 11. September 1924 in Folkestone; † 29. Oktober 2007 in Watford) war ein britischer Filmschauspieler und Maler.

## Leben
David Morris wurde 1924 im englischen Folkestone geboren. Im Alter von neun Jahren erhielt er ein Stipendium an der Magdalen College School in Oxford. Während des Zweiten Weltkriegs wurde sein Bruder in Nordafrika getötet. Dies und seine eigenen Erfahrungen im Krieg führten dazu, dass Morris ein Friedensaktivist wurde. Später wurde er aktives Mitglied der Friedensbewegung Campaign for Nuclear Disarmament. Nach dem Krieg entschloss sich David Morris, Künstler zu werden und studierte an der École des Beaux-Arts.
Einige seiner Porträts und Landschaften wurden von der Royal Society of Portrait Painters und der Royal Academy of Arts ausgestellt. Er unterrichtete 20 Jahre lang Kunst an verschiedenen Schulen in London, Oxford und Brighton. 1975 heiratete er Olwen Goodwin. Mit ihr bekam er vier Kinder: zwei Mädchen und zwei Jungen. David Morris starb am 29. Oktober 2007 im Alter von 83 Jahren an einem Herzinfarkt.

## Filmografie (Auswahl)
- 2004: Jonathan Creek (Fernsehserie, 1 Folge)
- 2004: When I’m 64 – Späte Liebe
- 2004: Little Britain (Fernsehserie, 2 Folgen)
- 2005: Charlie und die Schokoladenfabrik (Charlie and the Chocolate Factory)
- 2006: Sexondale (Fernsehserie, 1 Folge)
- 2008: Flick